# 서울구산초등학교
서울구산초등학교는 대한민국 서울특별시 은평구 구산동에 있는 공립 초등학교이다.

## 학교 연혁
- 1977년 11월 29일: 개교 (21학급편성)
- 2027년 11월 29일: 개교 50주년

## 참고 자료
- 구산초등학교 - 한국교육학술정보원 학교알리미